# دانشگاه علوم پزشکی اراک
دانشگاه علوم پزشکی اراک یکی از دانشگاه‌های دولتی شهر اراک زیرمجموعهٔ وزارت بهداشت، درمان و آموزش پزشکی است که مسئولیت تحقیقات پزشکی و تحقیقات بالینی، آموزش کادر درمان و بهداشت و همچنین ارائهٔ خدمات بهداشتی و درمانی در استان مرکزی را عهده‌دار می‌باشد.

## پیشینه
دانشگاه در سال ۱۳۶۵ هجری خورشیدی با تلاش و پیگیری سرپرست سازمان منطقه‌ای بهداشت و درمان استان مرکزی و نمایندهٔ مردم وقت اراک در مجلس شورای اسلامی و مساعدت مقامات وقت وزارت بهداشت، درمان و آموزش پزشکی، مجوز تأسیس دانشکدهٔ پزشکی اراک اخذ و در بهمن‌ماه سال ۱۳۶۶ هجری خورشیدی دانشکدهٔ علوم پزشکی با تجمع دانشکدهٔ پزشکی و آموزشکدهٔ پرستاری و مامایی با پشتیبانی علمی دانشگاه علوم پزشکی شهید بهشتی و با پذیرش ۶۰ دانشجو در رشتهٔ پزشکی در ساختمان استیجاری آغاز به فعالیت نمود و از سال ۱۳۶۷ ه‍.خ مستقل گردید؛ در سال ۱۳۶۹ ه‍.خ به دانشگاه علوم پزشکی تبدیل شد که در سال ۱۳۷۳ ه‍.خ با ادغام سازمان منطقه‌ای بهداشت و درمان، مسئول ارائهٔ خدمات بهداشتی-درمانی در استان شد و به نام دانشگاه علوم پزشکی و خدمات بهداشتی-درمانی اراک تغییرنام یافت.
اکنون دانشگاه دارای ۶ معاونت بهداشت، توسعهٔ مدیریت و منابع، غذا و دارو، آموزش و تحقیقات، درمان و دانشجویی فرهنگی، ۹ شبکهٔ بهداشت و درمان شهرستان، ۱۰ مرکز بهداشت شهرستان و یک مرکز بهداشت استان می‌باشد. دانشکدهٔ علوم پزشکی ساوه در بهمن‌ماه ۱۳۹۳ از دانشگاه علوم پزشکی اراک انتزاع و به عنوان یک دانشکدهٔ مستقل فعالیت می‌کند.
در تیرماه سال ۱۴۰۰ مجوز تأسیس دانشکدهٔ داروسازی دانشگاه علوم پزشکی اراک از سوی وزارت‌خانه صادر شد و دانشگاه نسبت به جذب اعضای هیئت‌علمی آن اقدام نمود اما وزارت بهداشت با هدف عدم افزایش شمار داروسازان در ایران به‌منظور حفظ درآمد و فرصت‌های شغلی این قشر، مجوز پذیرش دانشجویان ایرانی را در رشتهٔ داروسازی به دانشگاه علوم پزشکی اراک نداده‌است و تنها دانشجویان خارجی حق تحصیل در این دانشکده را دارند.

## دانشکده‌ها
دانشگاه علوم پزشکی و خدمات بهداشتی-درمانی استان مرکزی اکنون دارای ۷ دانشکده در اراک و یک دانشکده در شازند است.
- دانشکدهٔ پزشکی
- دانشکدهٔ دندانپزشکی
- دانشکدهٔ پیراپزشکی
- دانشکدهٔ داروسازی
- دانشکدهٔ بهداشت
- دانشکدهٔ پرستاری و مامایی
- دانشکدهٔ توانبخشی
- دانشکدهٔ پرستاری شازند

## بیمارستان‌های آموزشی
- بیمارستان ولیعصر
- بیمارستان امیرالمؤمنین
- بیمارستان امیرکبیر
- بیمارستان آیت‌الله طالقانی
- بیمارستان امام خمینی
- بیمارستان آیت‌الله خوانساری
- کلینیک امام رضا

## پژوهشگاه‌های پزشکی و بالینی

### پژوهشگاه‌های پزشکی
- مرکز تحقیقات پزشکی و مولکولی
- مرکز تحقیقات غدد و متابولیسم
- مرکز تحقیقات طب سنتی و مکمل
- مرکز تحقیقات بیماری‌های عفونی

### پایگاه‌های توسعه تحقیقات بالینی
- پایگاه توسعه تحقیقاتی بیمارستان امیرکبیر
- پایگاه توسعه تحقیقاتی بیمارستان امیرالمؤمنین
- پایگاه توسعه تحقیقاتی بیمارستان ولیعصر